# 天主教庫杜古教區
天主教庫杜古教區（拉丁語：Dioecesis Kuduguensis）是布基納法索一個羅馬天主教教區，屬瓦杜加古總教區。
教區前身的瓦希古亞宗座監牧區成立於1947年6月12日，1954年6月14日升為代牧區。1955年9月14日升為教區。
教區位於中西大區。2004年有教友228,780人（佔轄區總人口15.0%）、十六個堂區、六十九名司鐸。現任教區主教為若阿金·歐德拉戈。